# Die Spionin
Die Spionin (în română: Spioana) este un film thriller istoric, ecranizare a activității spioanei germane Vera von Schalburg, care în timpul celui de al Doilea Război Mondial a avut un rol de agent dublu, german și britanic.

## Acțiune
Acțiunea filmului începe în Paris în anul 1938 Vera von Schalburg este o tânără germană de origine, daneză rusă și poloneză. Vera este fată deosebit de inteligentă, versată, cu o memorie vizuală deosebită, și care vorbește cursiv mai multe limbi, ea caută în acea perioadă de criză economică și politică, să-și crească băiețașul cu orice preț. Ea devine prostituată, agentă secretă având o serie de aventuri amoroase, cu scopul de a obține informații secrete militare. În realitate serviciul secret de spionaj german n-a reușit să plaseze nici un agent în Marea Britanie. Se presupune că lichidarea sau prinderea lor se datorează în mare parte spioanei Vera care a dispărut și nu se mai știe nimic de soarta ei.

## Distribuție
- Vera von Schalburg -	Valerie Niehaus
- Hilmar Diercks -	Fritz Karl
- Walther Luthmann -	Jochen Nickel
- Teresa Meier -	Nina Petri
- Wilhelm Canaris -	Peter Prager
- Oljakow / Wennemann -	Hansa Czypionka
- Christian von Schalburg -	Dustin Raschdorf
- Gräfin Pawlowa -	Katerina Medvedeva
- Peter Haber -	Peter Kremer
- Major Bloomberg -	Ron Donachie
- John Faber-Prentiss -	Noah Huntley
- Lady Harvest -	Emma Davies
- Ulrich von Stresen -	Arthur Klemt
- Jaques -	Geza Terner
- Mdm Perrin -	Renate Jett
- Christine -	Anna Tenta

## Coloana sonosră
- 1. Vision 01:54
- 2. Corridor/Washroom/Disposal 02:43
- 3. Cocktails 01:03
- 4. Work For Us/You'll Hear From Us/Already Enlisted 04:18
- 5. Their Flat 01:59
- 6. Wenneman/The Plan/Wenneman Taken 07:35
- 7. Gestapo/Change Of Plan/London 04:42
- 8. Transmission/Assignations/Workplace 04:47
- 9. Capture/The Gallows 03:15
- 10. At Last 04:13
- 11. I'm Sorry 02:17
- 12. Snatched/Car Crash/Aftermath 04:56
- 13. Landing 02:53
- 14. Travelling/Finding Christian 03:44
- 15. Retribution 03:42
- 16. Epilogue 07:12